# 1942 en cyclisme
| Années du cyclisme : 1939 - 1940 - 1941 - 1942 - 1943 - 1944 - 1945    |
| Décennies du cyclisme : 1910 - 1920 - 1930 - 1940 - 1950 - 1960 - 1970 |

Les faits marquants de l'année 1942 en cyclisme.

## Par mois

### Mars
- 8 mars : l'Italien Pietro Chiappini gagne Milan-Turin pour la deuxième année d'affilée. L'épreuve ne reprendra qu'en 1945.
- 19 mars : l'Italien  Adolfo Leoni remporte Milan-San Remo.
- 29 mars : le Français Aldo Bertocco gagne le Critérium national de la route.disputée en Zone Non occupée.

### Avril
- 5 avril : le Français Émile Idée gagne le Critérium national de zone occupée en battant au sprint le Français Raymond Louviot au parc des Princes[1].
- 5 avril : l'Espagnol Ignacio Orbaiceta gagne le Grand Prix de Pâques.
- 6 avril : le Belge Albéric Schotte gagne le Tour des Flandres.
- 6 avril : l'Italien Osvaldo Bailo gagne le Tour du Latium.
- 12 avril : le Français Émile Idée remporte Paris-Reims, « ersatz de Paris-Roubaix »[2],[3].
- 12 avril : l'Espagnol Martin Mancisidor gagne la Subida a Arrate.
- 18 avril : l'Espagnol Fermin Trueba gagne la Subida al Naranco.
- 19 avril : le Français Dante Gianello gagne la Course de côte du Mont Chauve.
- 19 avril : le Belge Odiel Van Der Meerschaut gagne le Circuit des Régions Flamandes.
- 26 avril : le Luxembourgeois François Neuens gagne le Tour de Luxembourg.

### Mai
- 1er mai : le Belge Georges Claes gagne le Grand Prix Hoboken.
- 3 mai : l'Italien Vito Ortelli gagne le Tour de Toscane.
- 3 mai : le Français Émile Idée gagne le Grand Prix de Provence à Marseille[4].
- 10 mai : le Franco-italien Gino Proietti gagne le Grand Prix de Cannes. L'épreuve ne reprendra qu'en 1946.
- 14 mai : le Français Paul Maye s'impose au Circuit de Paris, devant Louis Caput[5].
- 17 mai : le Suisse Léo Amberg gagne le Grand Prix de Genève.
- 23 mai : l'Espagnol Fernando Murcia gagne le Trophée Masferrer pour la deuxième année d'affilée.
- 31 mai :
  - déjà vainqueur en 1941, le Français Paul Maye remporte au sprint Paris-Tours[6].
  - le Français Victor Cosson gagne les Quatre jours de la route, course à étapes organisée par le journal Le Petit Dauphinois[6].
  - l'Italien Adolfo Leoni gagne le Tour d'Émilie.

### Juin
- 8 juin : le Suisse Paul Egli gagne le Championnat de Zurich pour la Troisième fois.
- 14 juin : deux « Critériums de France », l'un à Paris, l'autre à Saint-Gaudens, sont organisés par la Fédération française de cyclisme pour désigner les trente coureurs qui disputeront le championnat de France en septembre. Jean-Marie Goasmat gagne à Paris, Edmond Pagès à Saint-Gaudens[7].
- 21 juin : cette année le championnat d'Italie sur route se dispute sur une seule épreuve en circuit, l'italien Fausto Coppi l'emporte. Il est parti en chasse derrière Olimpio Bizzi et Mario Ricci, une fois la jonction faite, Bizzi est lâché dans la côte de Capannacia, à l'arrivée à Rome pour la première fois Coppi s'impose au sprint face à Ricci.
- 29 juin : le Belge Gustave Van Overloop gagne le Tour du Limbourg.
- 30 juin : départ de la quatrième édition du Tour d'Espagne à Madrid.

### Juillet
- 5 juillet : le Néerlandais Arie van Vliet remporte le Grand Prix de Paris au Vélodrome municipal de Vincennes[8].
- 12 juillet : le Belge André Maelbrancke devient champion de Belgique sur route.
- 13 juillet : le Suisse Edgar Buchwalder redevient champion de Suisse sur route.
- 16 juillet : Rafle du Vélodrome d'Hiver : 13 152 Juifs sont arrêtés à Paris et dans sa banlieue, dont environ 7 000 sont détenues au vélodrome d'Hiver pendant cinq jours avant d'être déportées.
- 17 juillet : l'Italien Diego Marabelli gagne Milan-Modène. L'épreuve ne reprendra qu'en 1947.
- 19 juillet :
  - l'Espagnol Julián Berrendero gagne le Tour d'Espagne pour la deuxième année d'affilée. L'épreuve ne reprendra qu'en 1945
  - le Français Louis Aimar remporte le championnat de France de poursuite à Tours en battant Émile Idée[9].
  - le Belge Karel Thijs gagne la Flèche wallonne.

23 juillet l'Espagnol Julian Berrendero devient champion d'Espagne sur route.
25 juillet : l'Italien Pierino Favalli gagne le Tour de Vénétie. L'épreuve ne reprendra qu'en 1945.
26 juillet : le Belge Lode Busschops gagne le Grand Prix de l'Escaut.
26 juillet : l'Espagnol Felix Vidaurreta gagne le Grand Prix de Villafranca.
26 juillet : le Français Amédée Rolland gagne le Grand prix de Fréjus.
27 juillet : l'Italien Pierino Favalli gagne le Tour de Campanie. L'épreuve ne reprendra qu'en 1945.

### Août
- 2 août : le Suisse Ferdi Kübler gagne le Tour de Suisse. L'épreuve ne reprendra qu'en 1946.
- 19 août : le Belge Albert Ritserveldt gagne le Grand Prix de Zottegem.
- 23 août : le Français Emile Idée gagne le Grand Prix des Nations organisé dans la zone occupée.
- 23 août : le Belge Maurice Van Herzele gagne le Grand Prix de Wallonie.
- 23 août : le Néerlandais Louis Motké est champion des Pays-Bas pour la troisième année d'affilée.
- 30 août : l'Italien Luciano Succi gagne les Trois vallées varésines. L'épreuve ne reprendra qu"en 1945.
- 30 août : le Français Achille Boutens gagne le Circuit de l'Indre.

### Septembre
- 1er septembre :le Belge Gustave Van Overloop gagne la Coupe Sels.
- 13 septembre : l'Espagnol Federico Ezquerra gagne le Tour de Catalogne.
- 13 septembre : le Français Émile Idée remporte le championnat de France sur route à Lyon[10].
- 14 septembre : l'Italien Glauco Servadei gagne le Trophée Bernocchi. L'épreuve ne sera pas disputée en 1943 et reprendra en 1944.
- 17 septembre : le Belge Robert Van Eenaeme gagne le Championnat des Flandres.
- 26 septembre : Jean Marie Goasmat gagne le Grand Prix des Nations organisé dans la zone libre.
- 27 septembre : l'Italien Gelsomini Locatelli gagne le Trophée Baracchi. L'épreuve ne sera pas disputée en 1943 et reprendra en 1944.
- 28 septembre : départ à Paris du Circuit de France, course à étapes organisée par Jean Leulliot et le journal collaborationniste La France socialiste, avec le soutien des occupants allemands.

### Octobre
- 4 octobre : le Belge François Neuville remporte le Circuit de France.
- 4 octobre : l'Italien Glauco Servadei gagne le Trophée Moschini.
- 4 octobre : le Portugais Joao Lourenço gagne le Tour de Majorque. L'épreuve ne reprendra qu'en 1946.
- 11 octobre : le Français Jean Marie Goasmat gagne la Polymultipliée pour la deuxième année d'affilée.
- 11 octobre : le Suisse Ferdi Kubler gagne "A travers Lausanne" pour la troisième fois d'affilée.
- 17 octobre : l'Italien Aldo Bini gagne le Tour de Lombardie pour la deuxième fois.

### Novembre
- 7 novembre : l'Italien Fausto Coppi bat le record de l'heure en parcourant 45,871 km au vélodrome Vigorelli. Le précédent record était celui établi en 1937 par le Français Maurice Archambaud : 45,840 km.   Le record certes n'est battu que de 31 mètres, mais il faut considérer qu'il a été établi entre deux alertes aériennes sur Milan. De plus Coppi a été gêné durant sa préparation par les pénuries alimentaires notamment et autres alertes aériennes. Ensuite Coppi sera incorporé dans l'armée Italienne et sera fait prisonnier par les Britanniques en Afrique du Nord, il souffrira de pénurie alimentaire en captivité.

## Principales naissances
- 14 janvier : Gerben Karstens, cycliste néerlandais.
- 21 janvier :
  - Flaviano Vicentini, cycliste italien. († 31 décembre 2002)
  - Ernst Streng, cycliste italien. († 27 mars 1993)
- 18 mars : Albert Van Vlierberghe. († 20 décembre 1991)
- 28 mars : Giordano Turrini, cycliste italien.
- 2 avril : Pasquale Fabbri, cycliste italien.
- 14 avril : Martín Emilio Rodríguez, cycliste colombien.
- 28 avril : Willy Vekemans, cycliste belge.
- 8 mai : Michele Dancelli, cycliste italien.
- 4 juin : Paul Lemeteyer, cycliste français.
- 25 juin : Luis Pedro Santamarina, cycliste espagnol.
- 1er juillet : Karl-Heinz Henrichs, cycliste allemand.
- 3 juillet : Lothar Claesges, cycliste allemand.
- 11 juillet : Jean Jourden, cycliste français.
- 25 juillet : Noël De Pauw, cycliste belge.
- 27 juillet : Karl Link, cycliste allemand.
- 12 août : Axel Peschel, cycliste allemand.
- 18 août : Jürgen Kissner, cycliste allemand.
- 29 septembre : Felice Gimondi, cycliste italien.
- 30 septembre : Sture Pettersson, cycliste suédois. († 26 juin 1983)
- 1er octobre : Wilfried Peffgen, cycliste allemand.
- 20 octobre : Bart Zoet. († 12 mai 1992)
- 29 octobre : Jan Pieterse, cycliste néerlandais.
- 31 octobre : Claudio Michelotto, cycliste italien.
- 22 novembre : Johny Schleck, cycliste luxembourgeois.
- 2 décembre : Vicente López Carril, cycliste espagnol († 29 mars 1980)
- 3 décembre : Jean-Pierre Boulard, cycliste français.
- 24 décembre : Jan Smolík, cycliste tchécoslovaque.
- 27 décembre : Gilbert Bellone, cycliste français.
- 28 décembre : Roger Swerts, cycliste belge

## Principaux décès
- 24 mars : Mathieu Cordang, cycliste luxembourgeois (° 6 décembre 1872)
- 14 avril : Paul Bourillon, cycliste français (° 14 janvier 1877)
- 1er décembre : Gaston Rivierre, cycliste français (° 3 juin 1862)